# Continuavano a chiamarli... er più e er meno
Continuavano a chiamarli... er più e er meno è un film del 1972 diretto da Giuseppe Orlandini.

## Trama
Il ladro Franco e il nobile Ciccio si alleano per diversi motivi: l'uno per sbarcare il lunario, l'altro per procurarsi 20 milioni di lire a causa di un debito di gioco. I due andranno incontro a una sequela di situazioni esilaranti, con una serie di furti e di raggiri che, naturalmente, non vanno mai a buon fine. Si va dal tentato furto di una collana del valore di 50 milioni allo scambio di un prezioso violino Stradivari e da uno scambio di persona al furto di 100 milioni e alla prigione, dove Ingrassia inventerà il “Totocarcere”: invece di scommettere sulle partite i detenuti scommettono su 13 processi (il segno 1 vale per l’assoluzione, la X per il rinvio del processo e il segno 2 per la condanna)…
Dopo che Franco diventa nobile e Ciccio suo maggiordomo egli fa chiamare il suo avvocato per un processo e si fa indirizzare al Quirinale, dove vuole sapere se c'è Giovanni: questo si tratta ovviamente di Giovanni Leone, all’epoca Presidente della Repubblica.

## Menzioni
Il personaggio del biondino scappato con i soldi nel Libano, a cui Franco e Ciccio si riferiscono mentre sono in prigione, è Felice Riva, imprenditore milanese ex presidente del Milan che nel 1969 scappò in Libano per evitare il carcere per via della bancarotta fraudolenta del suo cotonificio.